# El Arenal, Uxpanapa
El Arenal är en ort i Mexiko.   Den ligger i kommunen Uxpanapa och delstaten Veracruz, i den sydöstra delen av landet, 500 km öster om huvudstaden Mexico City. El Arenal ligger 97 meter över havet och antalet invånare är 198.
Terrängen runt El Arenal är platt. Runt El Arenal är det ganska glesbefolkat, med 29 invånare per kvadratkilometer. Närmaste större samhälle är Poblado Cinco, 8,5 km söder om El Arenal. Omgivningarna runt El Arenal är en mosaik av jordbruksmark och naturlig växtlighet.